# Schneider Glacier
Schneider Glacier är en glaciär i Antarktis. Den ligger i Västantarktis. Chile gör anspråk på området. Schneider Glacier ligger 1 264 meter över havet.
Terrängen runt Schneider Glacier är platt söderut, men norrut är den kuperad. Trakten är obefolkad. Det finns inga samhällen i närheten. 